# Sociaux-démocrates du Monténégro
Ne doit pas être confondu avec Parti social-démocrate du Monténégro.
Les Sociaux-démocrates du Monténégro (en monténégrin : Социјалдемократе Црне Горе romanisé : Socijaldemokrate Crne Gore abrégé SD CG), aussi appelé simplement Sociaux-démocrates (en monténégrin : Социјалдемократe romanisé : Socijaldemokrate abrégé SD), est un parti politique de centre gauche monténégrin fondé en 2015 à la suite d'une scission avec le Parti social-démocrate (SDP).

## Histoire
Le parti est fondé en juillet 2015 à la suite de la scission avec le Parti social-démocrate (SDP) de deux vice-présidents du parti Vujica Lazović (en) et Ivan Brajović qui prônaient un soutien sans faille au Parti démocratique des socialistes (DPS) au pouvoir, ainsi qu'au premier ministre Milo Đukanović. Cette position entre en contradiction avec le chef du SDP Ranko Krivokapić qui souhaitait la poursuite d'une course politique indépendante,. Brajović, ministre des Transports et des Affaires Maritimes du gouvernement du Monténégro à l'époque, est choisi comme premier président du nouveau parti. Après les élections législatives de 2016, le parti ayant remporté deux sièges au Parlement du Monténégro, reste membre du gouvernement avec deux ministres tandis que le chef du parti Brajović est élu président du Parlement du Monténégro. À la suite des élections législatives de 2020, le parti obtient un nouveau siège, portant son total à trois, mais ne fait pas partie de la coalition gouvernementale formée, entrant dans l'opposition, avec son partenaire de coalition, le DPS, qui était au pouvoir au Monténégro depuis l'introduction du système multipartite en 1990.
Le 30 janvier 2022, les sociaux-démocrates élisent un nouveau président du parti, Damir Šehović, ancien ministre de l'Éducation, en remplacement de l'ancien président du parti Ivan Brajović, qui ne postule pas pour un deuxième mandat.

## Résultats électoraux

### Élections législatives
| Élection | Chef          | Suffrages                                                   | %                                                           | Sièges | +/–           | Position     |
| -------- | ------------- | ----------------------------------------------------------- | ----------------------------------------------------------- | ------ | ------------- | ------------ |
| 2012     | Ivan Brajović | Scission avec le Parti social-démocrate                     | Scission avec le Parti social-démocrate                     | 3 / 81 | 3             | Gouvernement |
| 2016     | Ivan Brajović | 12 472                                                      | 3,26                                                        | 2 / 81 | 1             | Gouvernement |
| 2020     | Ivan Brajović | 16 769                                                      | 4,10                                                        | 3 / 81 | 1             | Opposition   |
| 2023     | Damir Šehović | Au sein du Parti démocratique des socialistes du Monténégro | Au sein du Parti démocratique des socialistes du Monténégro | 3 / 81 | en stagnation | Opposition   |